# Brassempouy
Brassempouy (prononcé /brasɛ̃'puj/, et en gascon : Brassempoi prononcé /brasəm'puj/) est une commune du Sud-Ouest de la France, située dans le département des Landes (région Nouvelle-Aquitaine).
Comptant un peu moins de 300 habitants, elle est principalement connue pour les trouvailles archéologiques qui y ont été faites, en particulier la célèbre « Dame de Brassempouy ».

## Géographie

### Localisation
Commune de Chalosse située entre Mont-de-Marsan et Orthez, à environ dix kilomètres au sud-ouest d'Hagetmau.
Du point de vue de son organisation historique, le village est apparenté aux bastides-rues.

### Communes limitrophes
Les communes limitrophes sont  Amou, Bergouey, Cazalis, Gaujacq, Nassiet et Saint-Cricq-Chalosse.
| Bergouey | Saint-Cricq-Chalosse |         |
| Gaujacq  | Brassempouy          | Cazalis |
| Amou     | Nassiet              |         |

### Hameaux et lieux-dits
Principaux écarts : Labarraque, la Gare.

### Hydrographie
La rivière le Luy de France marque la limite entre Brassempouy et Amou. D'autres ruisseaux délimitent approximativement la commune : le ruisseau de Pouy à l'ouest, le ruisseau des Saougues à l'est et le ruisseau de Cazalis au sud.
Le nord-ouest de la commune est formé d'une langue de terre dite Landes des Herrères. Au sud, on trouve une lande dite la Barthe de Larribère.

### Climat
Pour des articles plus généraux, voir Climat de la Nouvelle-Aquitaine et Climat des Landes.
Historiquement, la commune est dans une zone de transition entre les climats océaniques aquitain et basque.  
En 2020, Météo-France publie une typologie des climats de la France métropolitaine dans laquelle la commune est exposée à un climat océanique et est dans une zone de transition entre les régions climatiques « Aquitaine, Gascogne » et « Pyrénées atlantiques ».
Pour la période 1971-2000, la température annuelle moyenne est de 13,5 °C, avec une amplitude thermique annuelle de 14,5 °C. Le cumul annuel moyen de précipitations est de 1 149 mm, avec 12,1 jours de précipitations en janvier et 7,7 jours en juillet. Pour la période 1991-2020, la température moyenne annuelle observée sur la station météorologique la plus proche, située sur la commune d'Urgons à 20,24 km à vol d'oiseau, est de 14,0 °C et le cumul annuel moyen de précipitations est de 1 009,4 mm,. Pour l'avenir, les paramètres climatiques de la commune estimés pour 2050 selon différents scénarios d’émission de gaz à effet de serre sont consultables sur un site dédié publié par Météo-France en novembre 2022.

## Urbanisme

### Typologie
Au 1er janvier 2024, Brassempouy est catégorisée commune rurale à habitat dispersé, selon la nouvelle grille communale de densité à sept niveaux définie par l'Insee en 2022.
Elle est située hors unité urbaine. Par ailleurs la commune fait partie de l'aire d'attraction d'Hagetmau, dont elle est une commune de la couronne,. Cette aire, qui regroupe 16 communes, est catégorisée dans les aires de moins de 50 000 habitants,.

### Occupation des sols

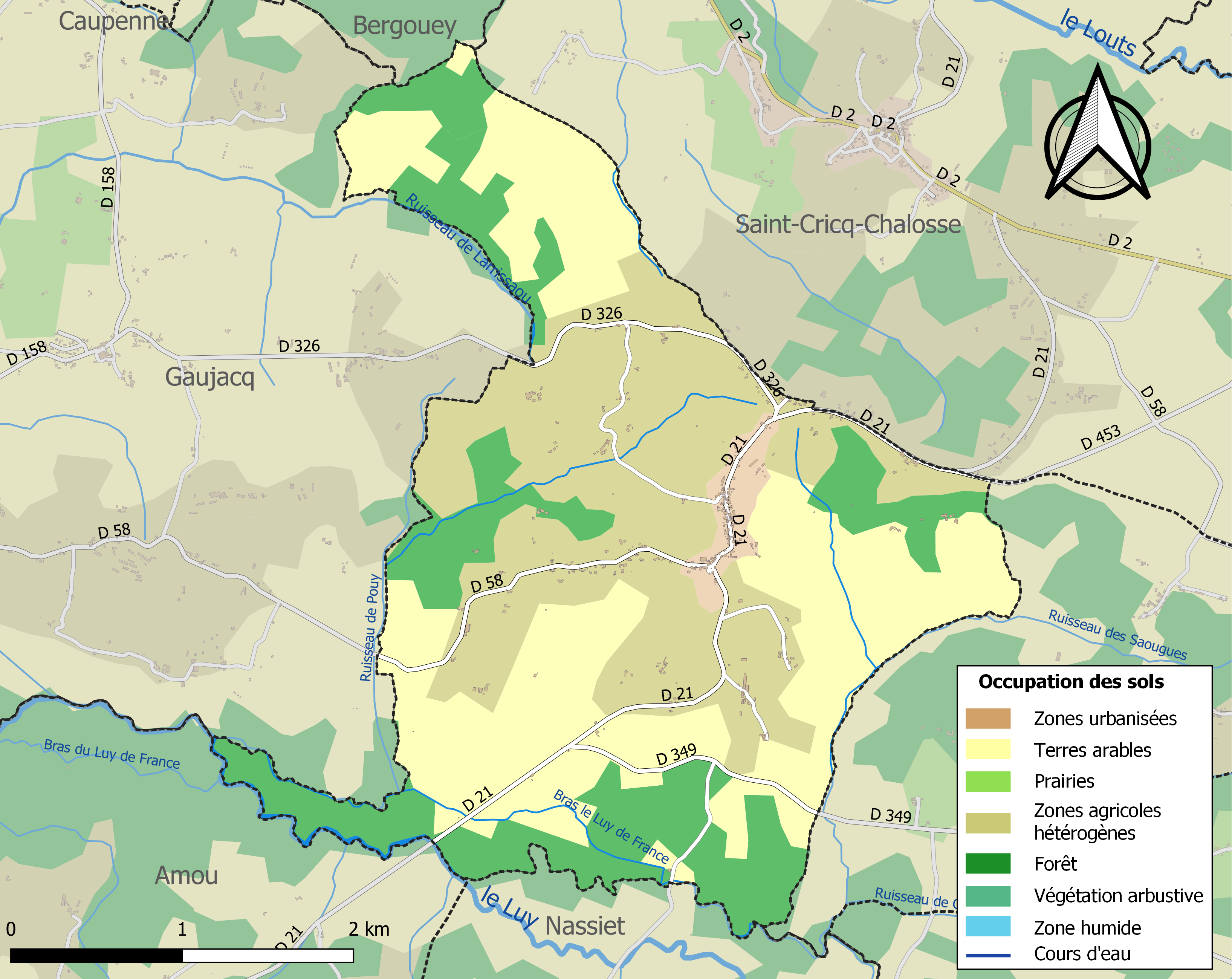
Carte des infrastructures et de l'occupation des sols de la commune en 2018 (CLC).

L'occupation des sols de la commune, telle qu'elle ressort de la base de données européenne d’occupation biophysique des sols Corine Land Cover (CLC), est marquée par l'importance des territoires agricoles (74,6 % en 2018), en augmentation par rapport à 1990 (72,9 %). La répartition détaillée en 2018 est la suivante : terres arables (39,1 %), zones agricoles hétérogènes (35,5 %), forêts (23 %), zones urbanisées (2,4 %). L'évolution de l’occupation des sols de la commune et de ses infrastructures peut être observée sur les différentes représentations cartographiques du territoire : la carte de Cassini (XVIIIe siècle), la carte d'état-major (1820-1866) et les cartes ou photos aériennes de l'IGN pour la période actuelle (1950 à aujourd'hui).

### Risques majeurs
Le territoire de la commune de Brassempouy est vulnérable à différents aléas naturels : météorologiques (tempête, orage, neige, grand froid, canicule ou sécheresse), inondations, mouvements de terrains et séisme (sismicité modérée). Un site publié par le BRGM permet d'évaluer simplement et rapidement les risques d'un bien localisé soit par son adresse soit par le numéro de sa parcelle.
Certaines parties du territoire communal sont susceptibles d’être affectées par le risque d’inondation par débordement de cours d'eau, notamment le Luy. La commune a été reconnue en état de catastrophe naturelle au titre des dommages causés par les inondations et coulées de boue survenues en 1993, 1999, 2009 et 2018,.
Les mouvements de terrains susceptibles de se produire sur la commune sont des affaissements et effondrements liés aux cavités souterraines (hors mines) et des tassements différentiels. Par ailleurs, afin de mieux appréhender le risque d’affaissement de terrain, un inventaire national permet de localiser les éventuelles cavités souterraines sur la commune.

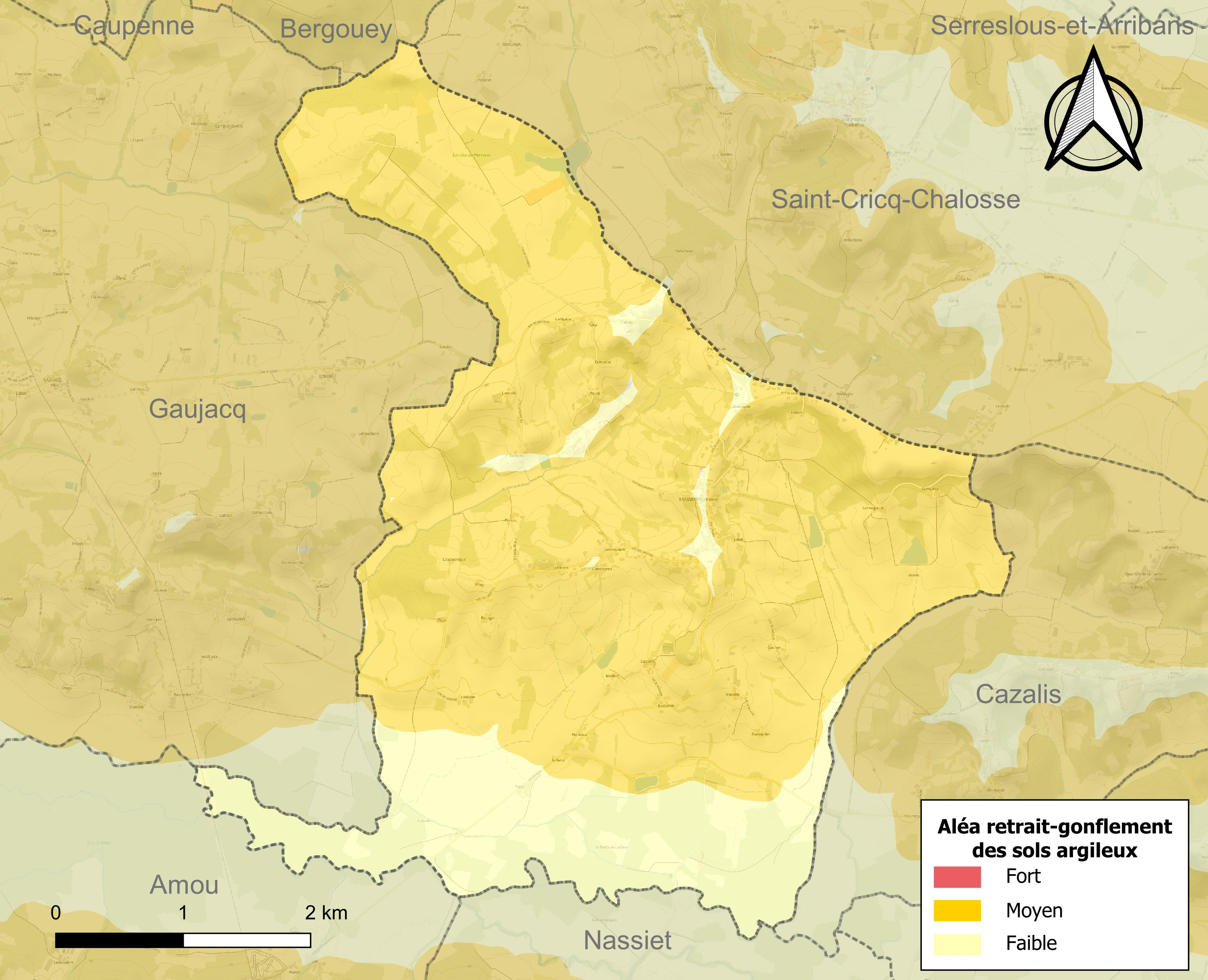
Carte des zones d'aléa retrait-gonflement des sols argileux de Brassempouy.

Le retrait-gonflement des sols argileux est susceptible d'engendrer des dommages importants aux bâtiments en cas d’alternance de périodes de sécheresse et de pluie. 79,4 % de la superficie communale est en aléa moyen ou fort (19,2 % au niveau départemental et 48,5 % au niveau national). Sur les 156 bâtiments dénombrés sur la commune en 2019, 120 sont en aléa moyen ou fort, soit 77 %, à comparer aux 17 % au niveau départemental et 54 % au niveau national. Une cartographie de l'exposition du territoire national au retrait gonflement des sols argileux est disponible sur le site du BRGM,.
Concernant les mouvements de terrains, la commune a été reconnue en état de catastrophe naturelle au titre des dommages causés par la sécheresse en 1989 et par des mouvements de terrain en 1999.

## Toponymie

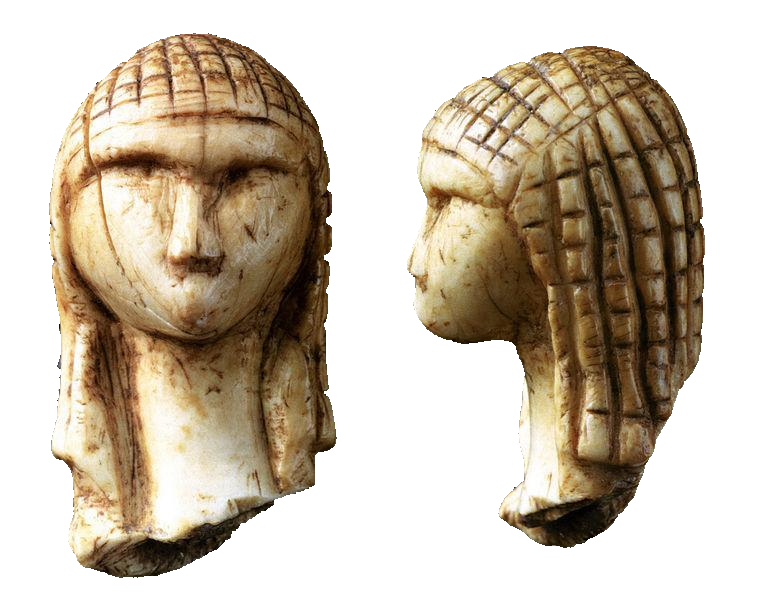
La dame de Brassempouy découverte en 1894.

.

## Histoire
Brassempouy vient du mot latin devenu gascon, Brachipodio, podium de Brassenx.

### Préhistoire
Ce petit village de la Chalosse est devenu célèbre grâce à la découverte en 1890 de vestiges préhistoriques dans des grottes situées dans la vallée du ruisseau de Pouy à environ 2 km ouest-sud-ouest du bourg de Brassempouy, (dont la grotte du Pape), et en particulier grâce à la découverte d’un véritable trésor, une petite figurine en ivoire de mammouth, la dame de Brassempouy (dite aussi dame à la Capuche). C'est la plus ancienne représentation connue (au monde) d'un visage humain, d’autant plus remarquable par sa finesse et sa beauté.
Le site a aussi livré des pointes en os de baleine.
Un musée archéologique (la Maison de la Dame) est consacré à cette découverte.
La grotte du Pape est classée monument historique depuis 1980 ; et les grottes préhistoriques du Pouy en totalité avec leurs différentes cavités : l'abri Dubalen, la galerie du Mégacéros et la grotte des Hyènes, sont inscrites depuis 2013.

### Époque gallo-romaine

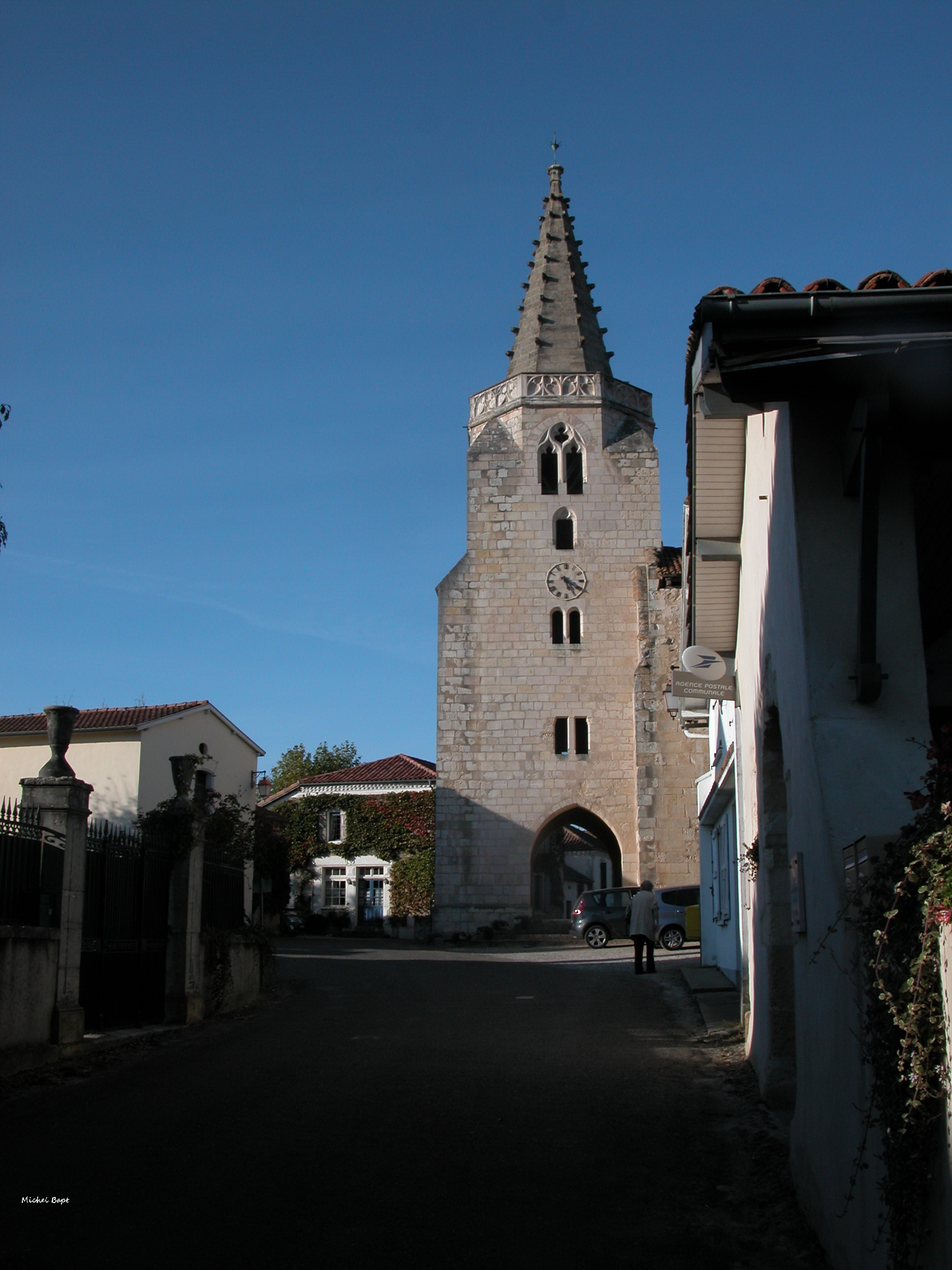
Rue du village clos par l'église.

D’autres époques ont laissé des traces encore clairement visibles aujourd'hui dans la structure du village. Par exemple, on peut encore distinguer des fortifications de terre, appelées « camps romains » bien qu'on en ignore l'origine exacte. Cependant, il est communément admis que le village a été construit à l'emplacement d'un ancien camp romain (castrum).

### Moyen Âge
Mais c'est surtout le Moyen Âge qui a marqué le village, puisque l'édification même du bourg date de cette époque. Brassempouy est en effet une vieille bastide anglaise, et le bourg est organisé en village-rue : les maisons sont alignées autour d'une rue principale (et pour ainsi dire presque unique) fermée d'un côté par le château (celui qui est visible aujourd'hui date du XIXe siècle), et de l'autre côté, par l'église. Cette église (XIIe siècle) est aujourd’hui classée monument historique,.

## Politique et administration
| Période                                  | Période  | Identité           | Étiquette | Qualité           |
| ---------------------------------------- | -------- | ------------------ | --------- | ----------------- |
| 1995                                     | 2008     | Jacques Momas      |           | Retraité          |
| mars 2008                                | 2014     | Michel Canfora     |           | Officier retraité |
| mars 2014                                | 2020     | Guy Duplantier     | DVG       | Retraité Poste    |
| juillet 2020                             | En cours | Dominique Toulouse |           |                   |
| Les données manquantes sont à compléter. |          |                    |           |                   |

## Démographie
| 1793 | 1800 | 1806  | 1821  | 1831  | 1836  | 1841  | 1846  | 1851 |
| ---- | ---- | ----- | ----- | ----- | ----- | ----- | ----- | ---- |
| 967  | 976  | 1 023 | 1 007 | 1 082 | 1 134 | 1 016 | 1 039 | 960  |

| 1856 | 1861 | 1866 | 1872 | 1876 | 1881 | 1886 | 1891 | 1896 |
| ---- | ---- | ---- | ---- | ---- | ---- | ---- | ---- | ---- |
| 942  | 891  | 851  | 788  | 632  | 630  | 575  | 554  | 564  |

| 1901 | 1906 | 1911 | 1921 | 1926 | 1931 | 1936 | 1946 | 1954 |
| ---- | ---- | ---- | ---- | ---- | ---- | ---- | ---- | ---- |
| 567  | 554  | 557  | 475  | 468  | 425  | 413  | 339  | 362  |

| 1962 | 1968 | 1975 | 1982 | 1990 | 1999 | 2006 | 2008 | 2013 |
| ---- | ---- | ---- | ---- | ---- | ---- | ---- | ---- | ---- |
| 357  | 332  | 309  | 291  | 279  | 267  | 289  | 295  | 276  |

| 2018 | 2022 | - | - | - | - | - | - | - |
| ---- | ---- | - | - | - | - | - | - | - |
| 264  | 273  | - | - | - | - | - | - | - |

## Lieux et monuments
- Gisement archéologique de Brassempouy (grotte du Pape, abri Dubalen, galerie du Mégacéros et grotte des Hyènes[N 1]) : site préhistorique comportant des vestiges remontant au Paléolithique supérieur et lieu de découverte de la Dame de Brassempouy dite Dame à la capuche. La grotte du Pape est classée Monument historique par arrêté du 13 août 1980.
- Église Saint-Sernin ou Saint-Saturnin (classée monument historique - arrêté du 3 janvier 1939) dont la façade occidentale et les murs du chevet et de la nef remontent vraisemblablement au XIIe siècle. Elle renferme deux statues en bois (saint Paul et un évêque) du XVIIe siècle, classées aux Monuments historiques par arrêté du 18 septembre 2001.
- Maison de la Dame de Brassempouy, présentant des reproductions des neuf figurines d'ivoire découvertes sur le site, ainsi que des reproductions d'autres figurines féminines découvertes en France.
- Vestiges du château de Poudenx, dont le site abrite le musée.

## Personnalités liées à la commune
- Édouard Piette (1827-1906), préhistorien français et inventeur de la Dame de Brassempouy, dans la Grotte du Pape.
- Henri Capdeville (1933-2010)[34] issu d'une lignée locale de notaires, est inhumé dans la commune. Notaire lui-même, il a son étude à Saint-Sever[34]. Élu conseiller régional d'Aquitaine sur la liste Chasse Pêche Nature et Tradition,  et président de la fédération des sociétés taurines de France (FSTF) pendant 20 ans [34], c'est un défenseur de l'éthique du spectacle taurin. Amateur de produits du terroir, il est grand maître et fondateur de la confrérie gastronomique des Jabotiers[34]. Il est surnommé « Mitou ». Les arène de Saint-Sever ont été nommées en son honneur.

## Vie pratique

### Culture
Des animations ont lieu presque tout au long de l'année : Fêtes patronales : week-end de l'Ascension.
Fête de la Musique : juin.
Festival Music'Arts : fin juillet.
Vendanges : septembre octobre.
"Halha de Nadau" (feu de Noël) : 24 décembre.
Le festival Music'Arts retient tout spécialement l'attention : il a lieu chaque année à la fin du mois de juillet (la première édition date de 1995) et associe concerts dans l'église, expositions d'art (peinture, sculpture) et journée du Moyen Âge avec différentes animations en costumes d'époque. Par ailleurs, en plus de l'association Music'Arts qui gère le festival, le village compte plusieurs autres associations culturelles : l'association du chantier archéologique de Brassempouy, les Amis de Brassempouy (qui entend défendre le patrimoine de la commune et promouvoir sa mise en valeur), Brachipodio (dont le but est de sauvegarder et raviver la mémoire du village), le groupe folklorique Lous Toustem Amics (regroupant musiciens, danseurs et échassiers landais) et les Petites Mains de Brassempouy (qui cherche à promouvoir les activités de loisirs créatifs).

## Galeries

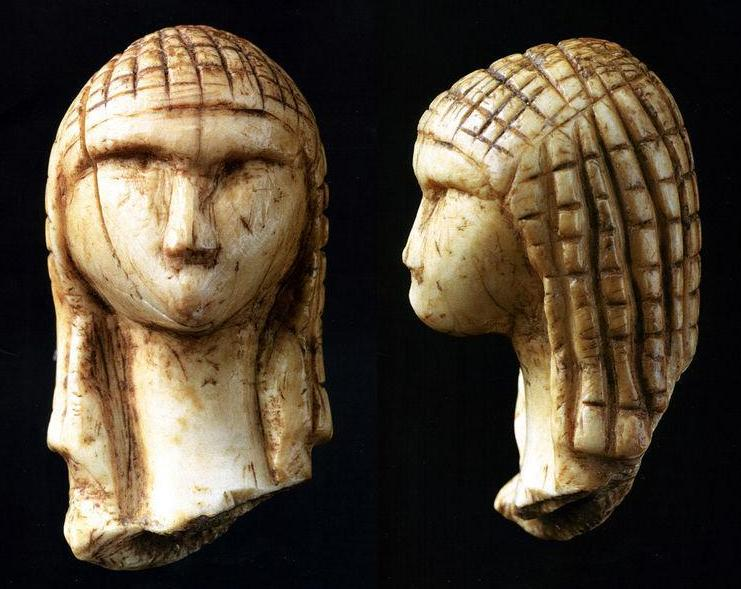
La « Dame à la capuche » conservée au musée d'archéologie nationale de Saint-Germain-en-Laye
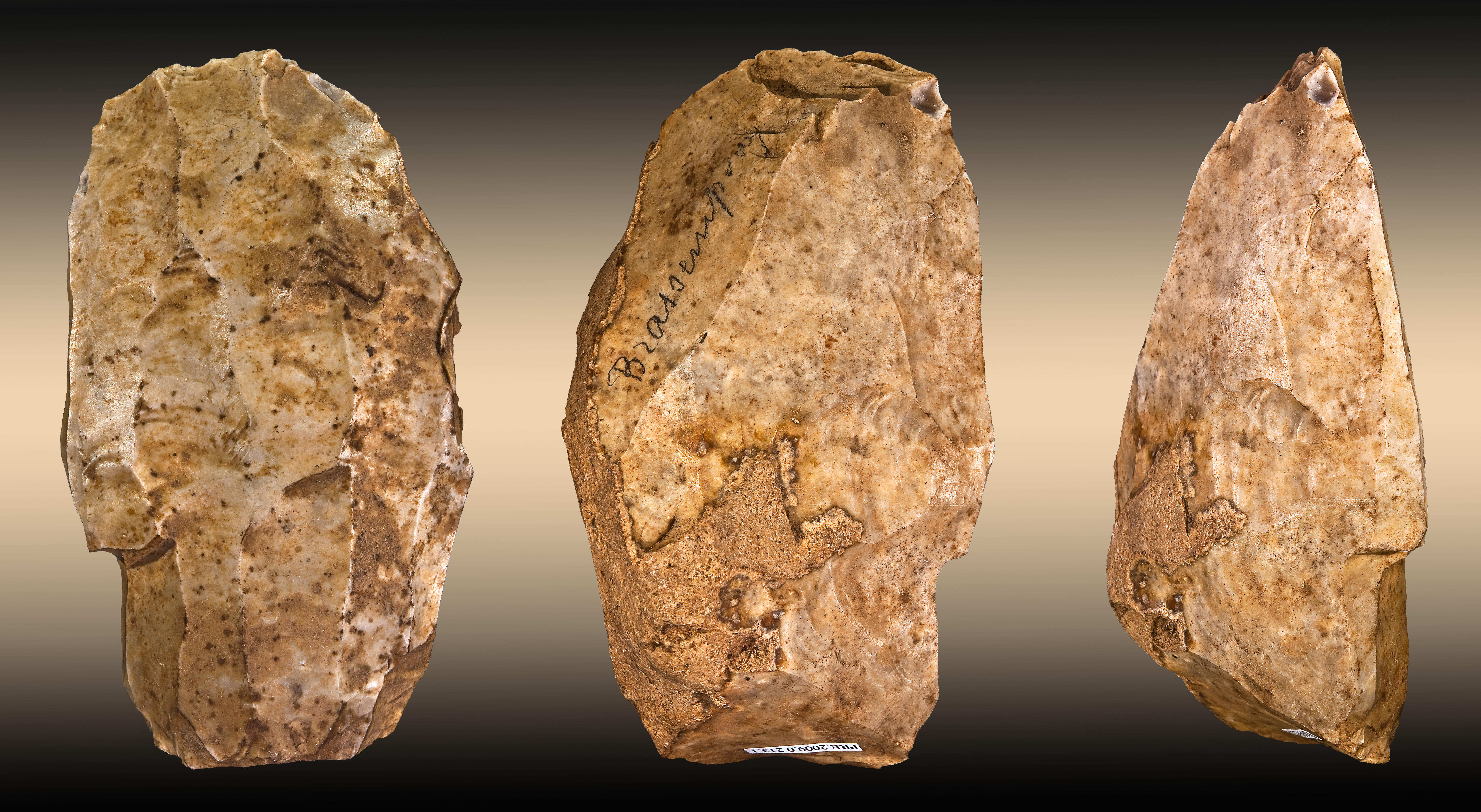
Nucléus – Paléolithique supérieur – Brassempouy -Muséum de Toulouse
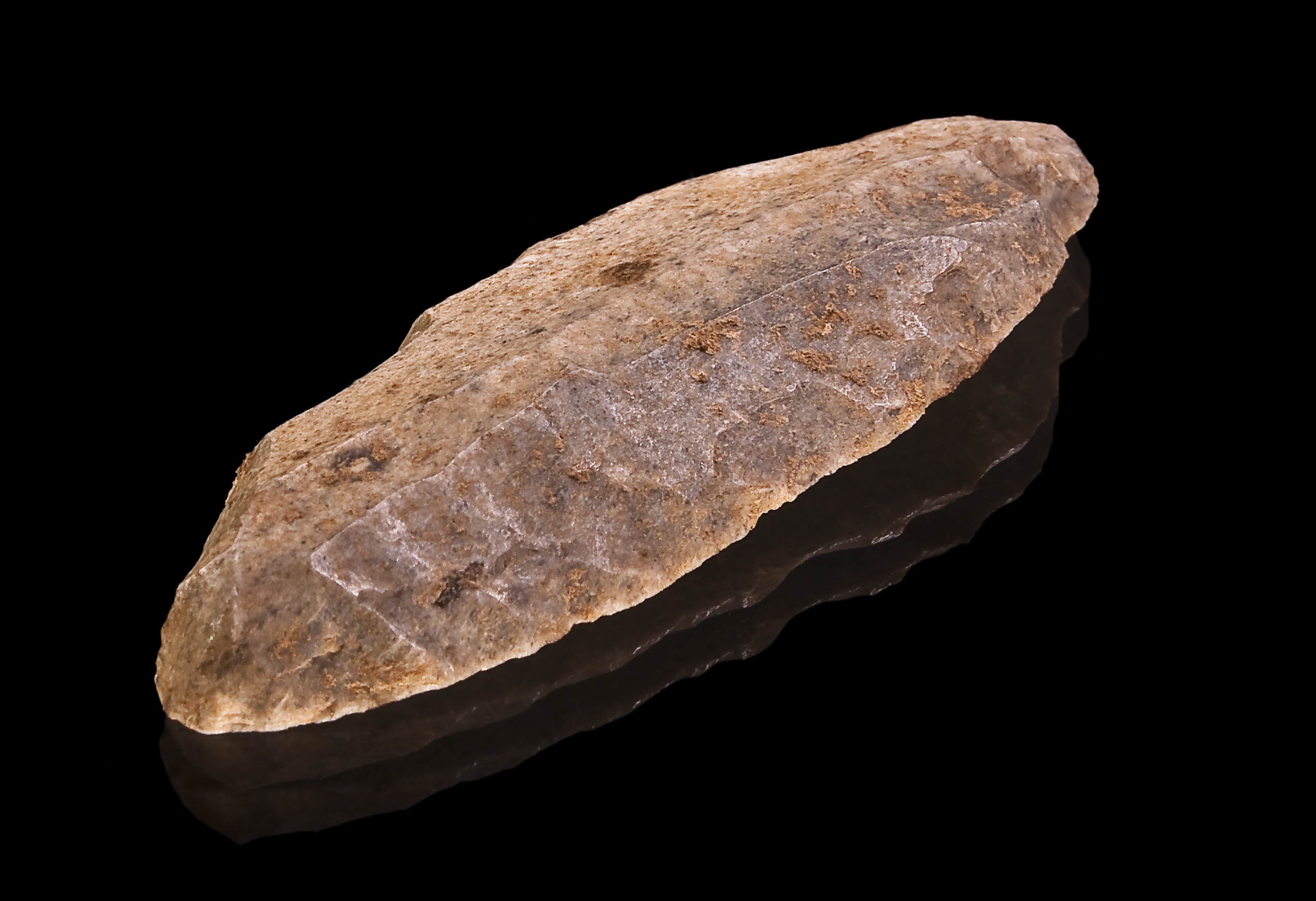
Lame à retouches continues sur deux bords – Paléolithique supérieur - Brassempouy, - Muséum de Toulouse
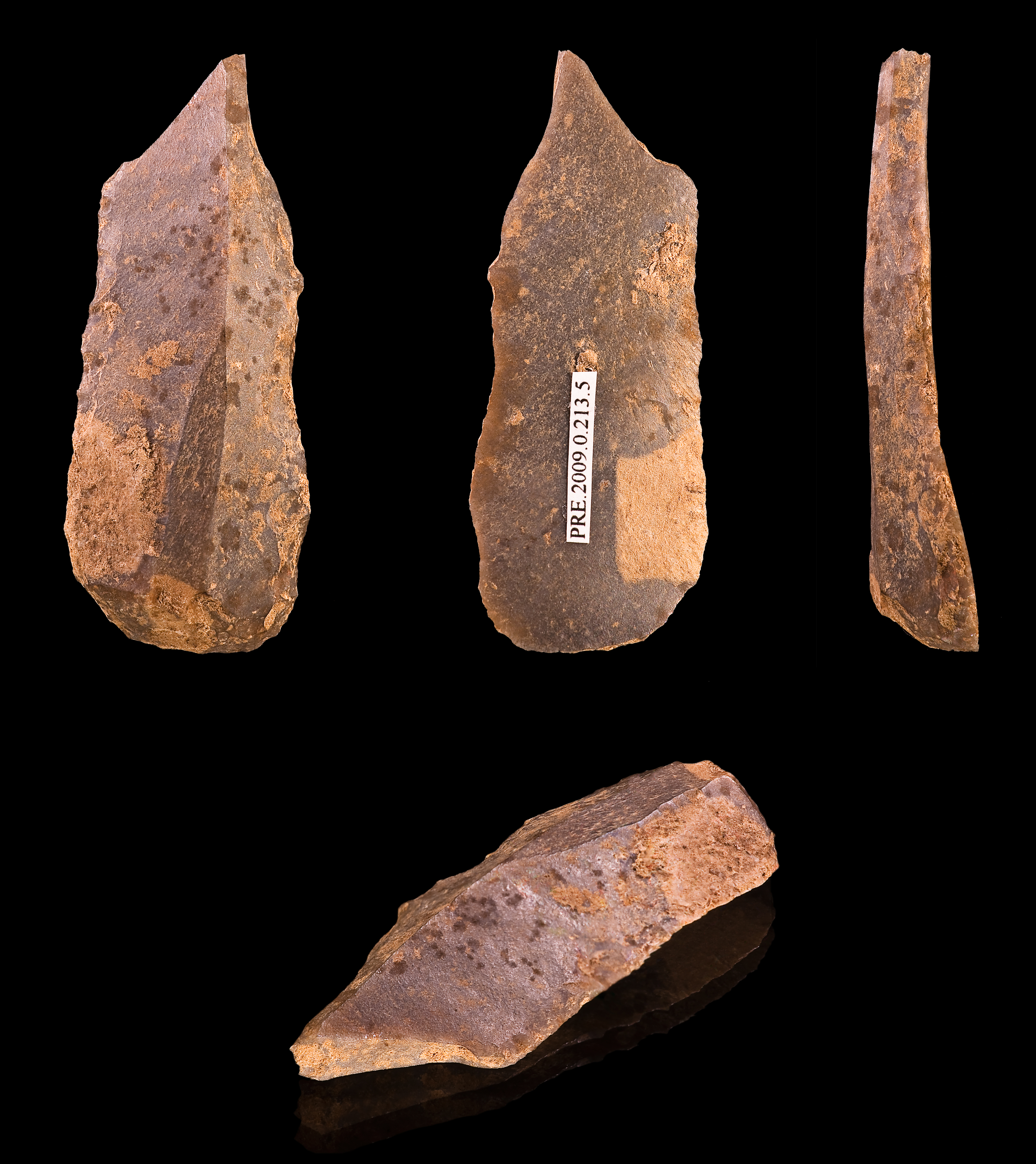
Burin en silex - Paléolithique supérieur - Muséum de Toulouse
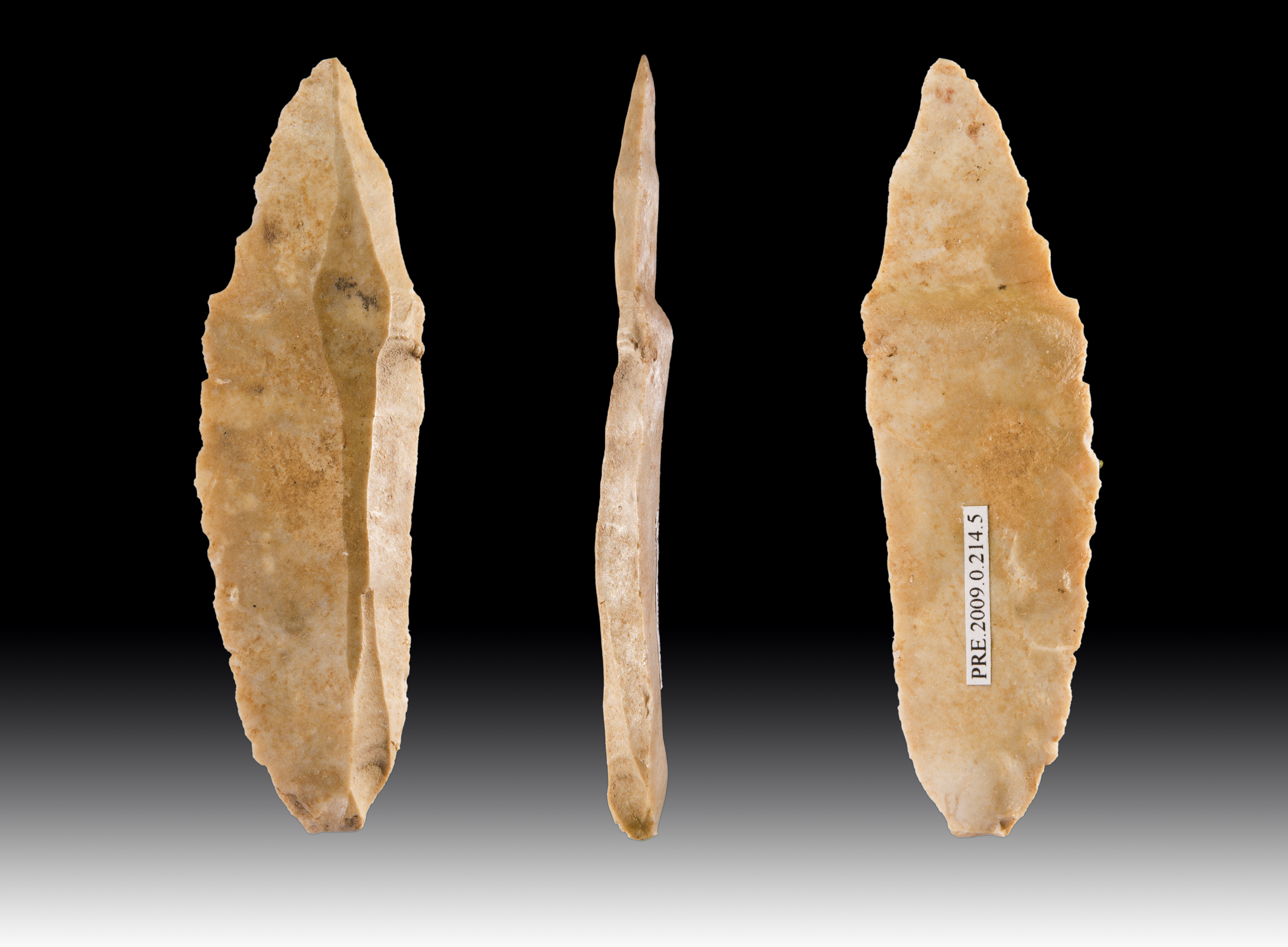
Lame de plein débitage Paléolithique supérieur - Muséum de Toulouse
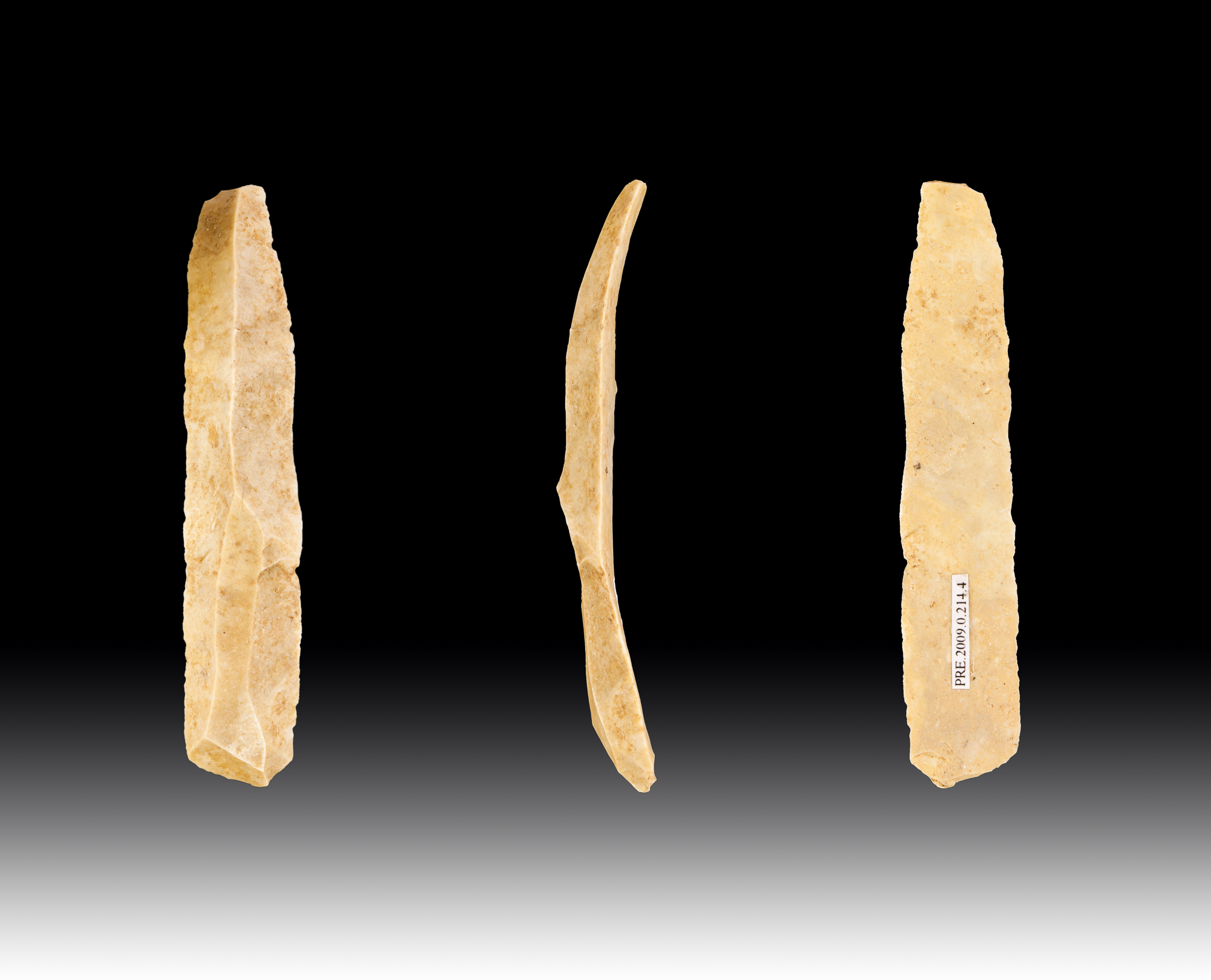
Lame de plein débitage Paléolithique supérieur - Muséum de Toulouse

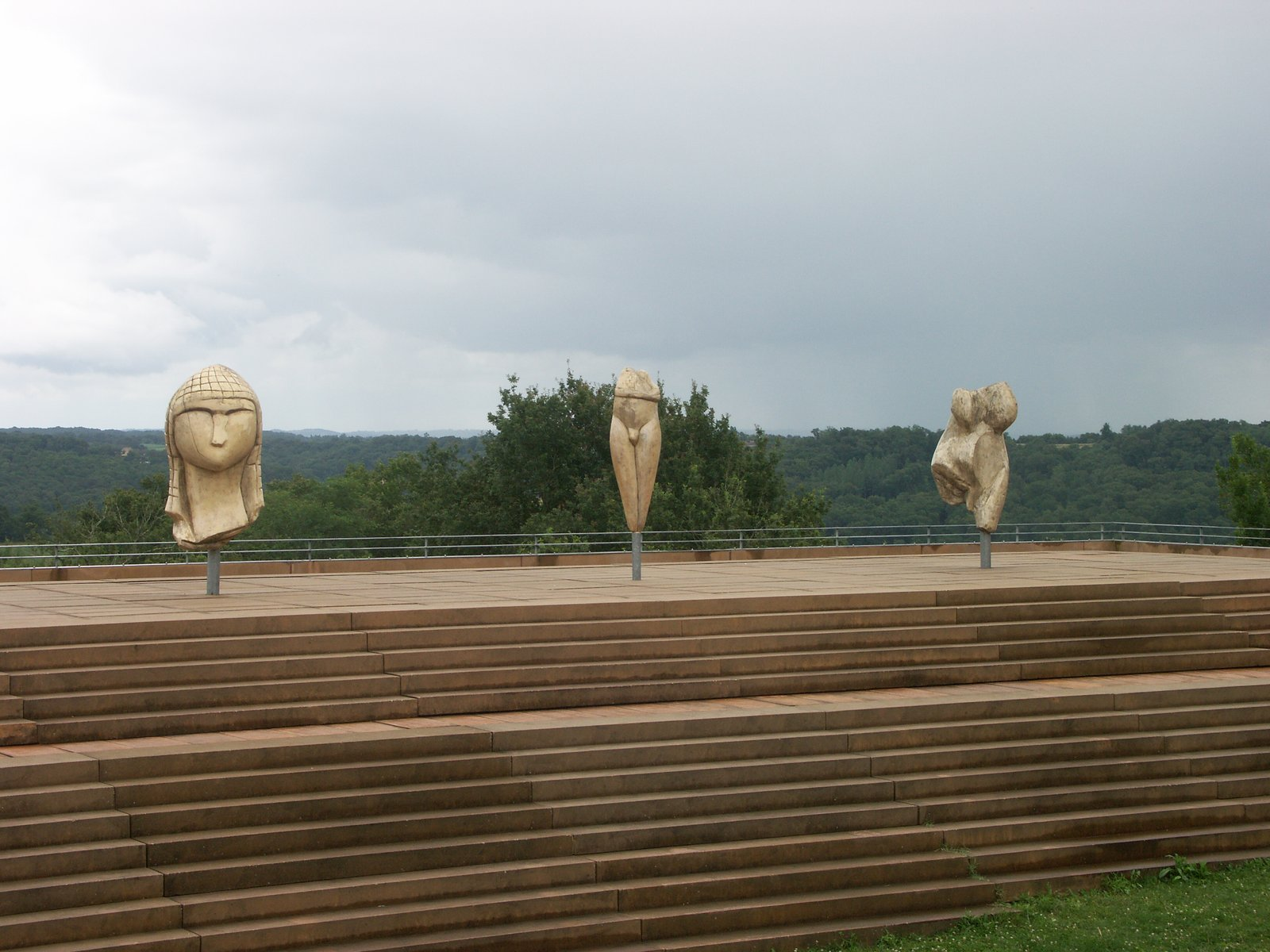
Reproduction de la dame à la capuche de Brassempouy au musée archéologique
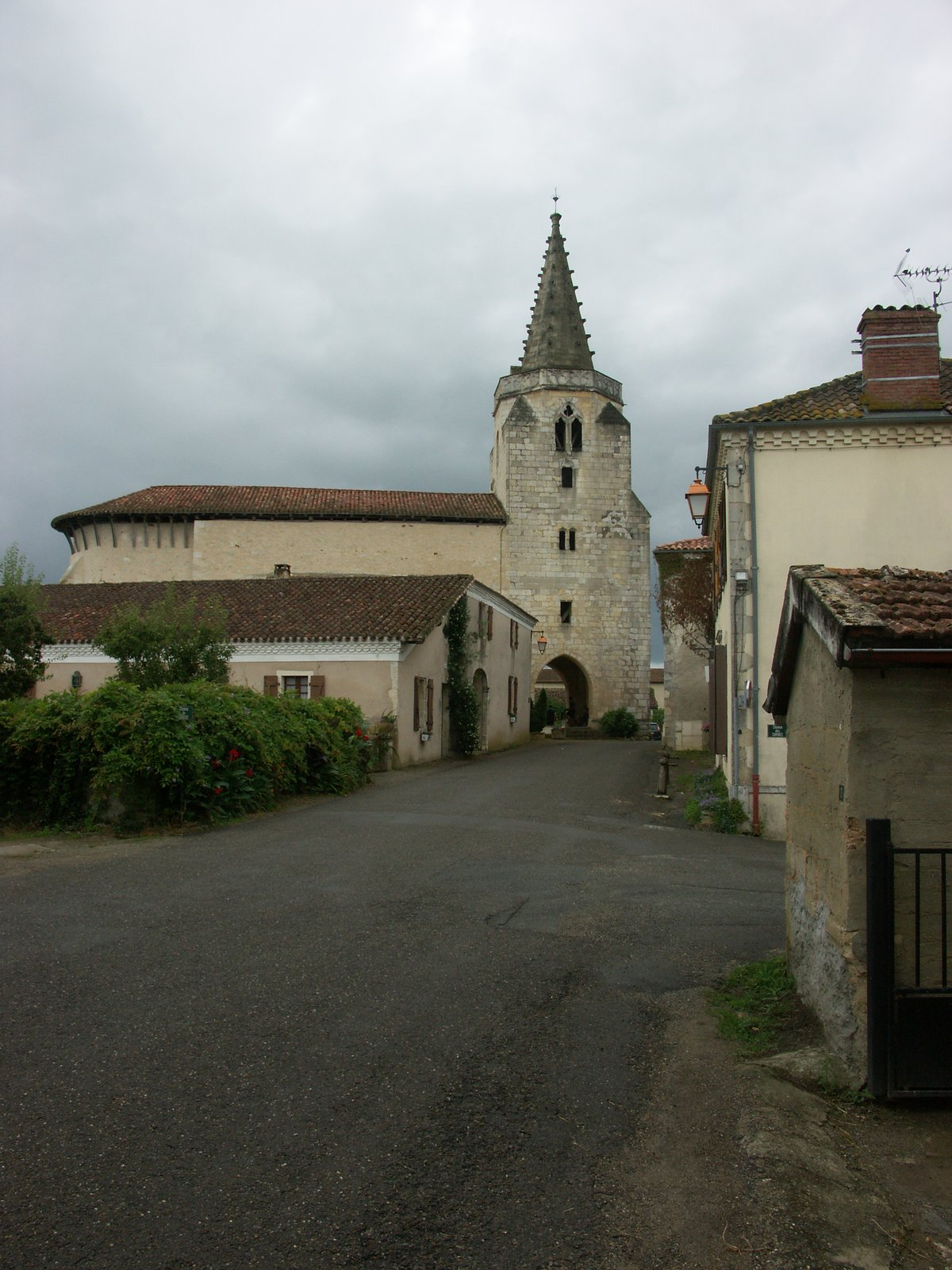
Vue de l'église de Brassempouy
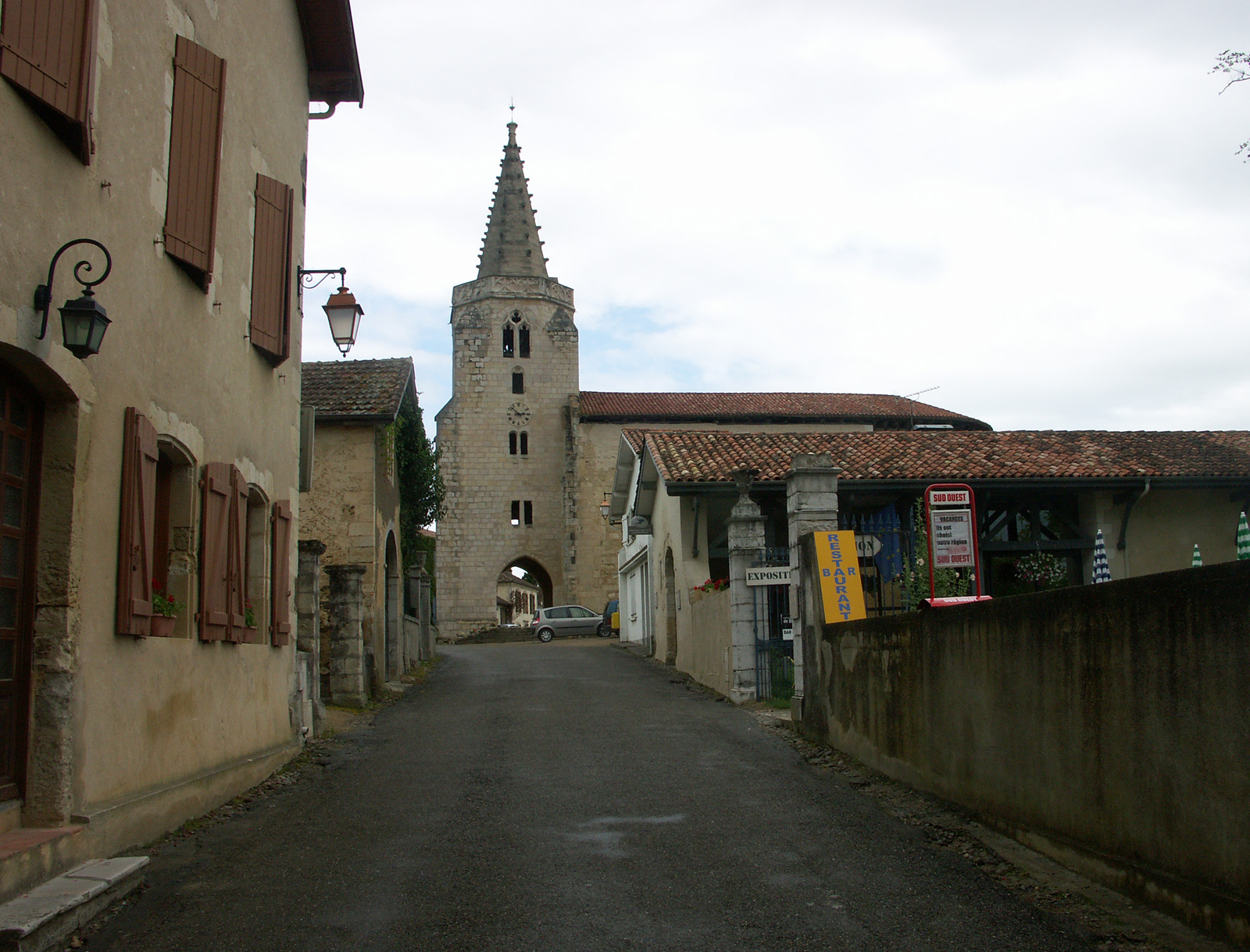
Vue de l'église de Brassempouy
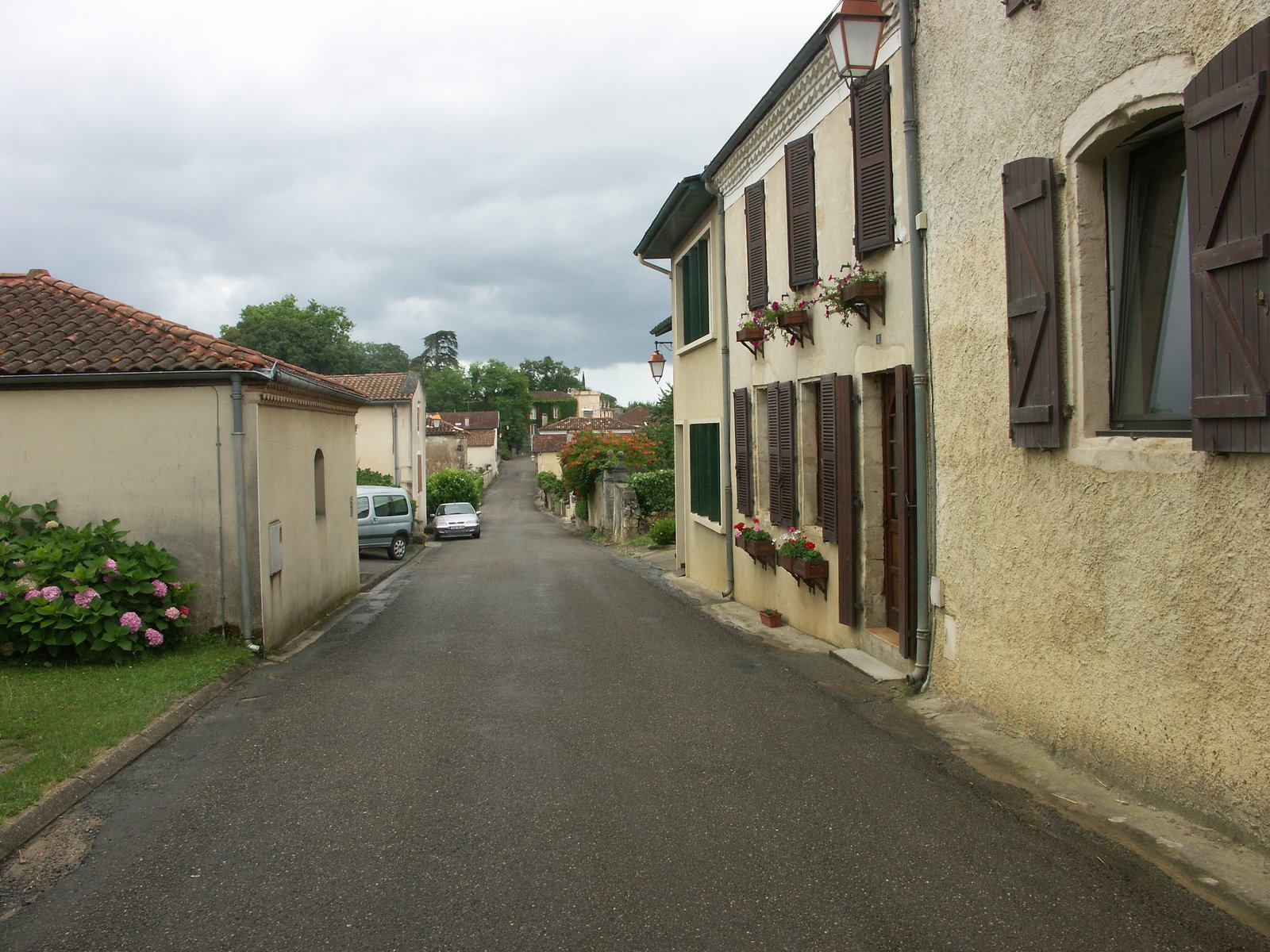
Rue principale